# Całopalenie
Całopalenie lub ofiara całopalenia (hebr. עלה, trb. 'ola, stgr. ὁλόκαυστος, trb. holokaustos, łac. holocaustum) – ofiara składana bóstwu, całkowicie trawiona przez ogień.

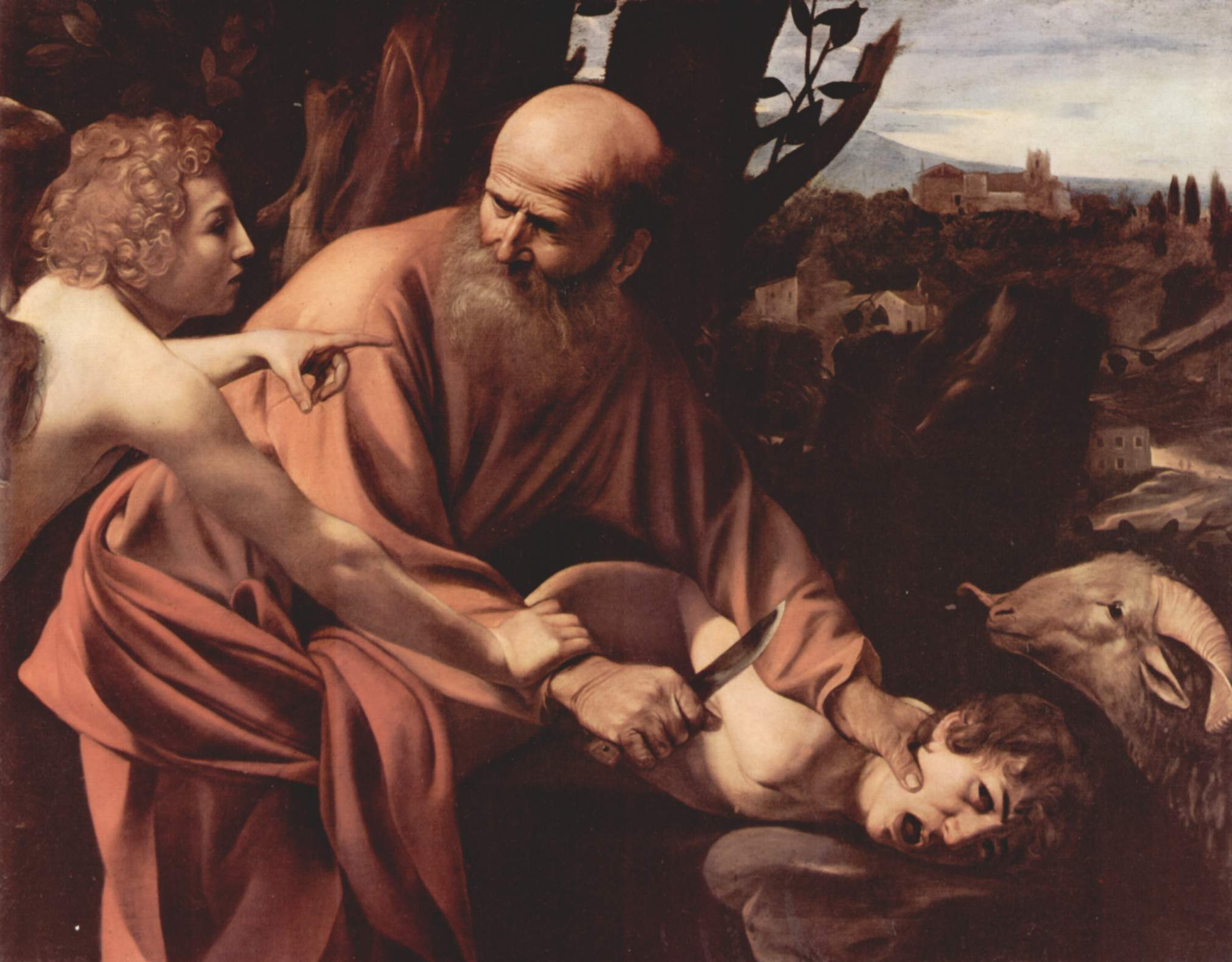
Ofiarowanie Izaaka, Caravaggio

Obrzęd popularny szczególnie w tradycji żydowskiej, wielokrotnie wspomniany w Biblii. Po raz pierwszy w starotestamentowym obrazie potopu, następnie między innymi w kontekście ofiary Abrahama (ostatecznie dokonanej z baranka, zamiast jego syna Izaaka). Oprócz tego sposób i okoliczności jego przeprowadzania zostały opisane również w Księdze Liczb oraz w Kodeksie Kapłańskim pochodzącym z Księgi Kapłańskiej – tam, pełniący rolę różnych rodzajów ofiar, na przykład ofiary codziennej lub ofiary w szabat.
Dla wyznawców judaizmu całopalenie było znakiem uznania Jahwe za prawdziwego Boga. Pomimo tego, że na początku ofiary te mogły mieć charakter indywidualny, z czasem wykonywanie rytuału zostało zarezerwowane jedynie kapłanom.
Palenie ofiary jest symbolem, że składający ofiarę niczego z niej nie zabierze ze sobą z powrotem.